# Praecidochondria
Praecidochondria is een geslacht van eenoogkreeftjes uit de familie van de Chondracanthidae. De wetenschappelijke naam van het geslacht is voor het eerst geldig gepubliceerd in 1968 door Kabata.

## Soorten
- Praecidochondria galatheae Kabata, 1968
- Praecidochondria setoensis Izawa, 1975